# Nội các Hun Manet
Hội đồng Bộ trưởng khóa VII được thành lập ngày 22 tháng 8 năm 2023. Hội đồng này do Thủ tướng Hun Manet lãnh đạo, trở thành chính phủ đầu tiên sau 38 năm không do Hun Sen lãnh đạo sau khi ông từ chức. Ngoài ra, các chính trị gia kỳ cựu gồm Sar Kheng, Tea Banh và Men Sam An cũng từ chức.

## Nội các
Nguồn:
| Chức vụ                                                                  | Chức vụ           | Bổ nhiệm            | Miễn nhiệm  | Đảng | Đảng |
| ------------------------------------------------------------------------ | ----------------- | ------------------- | ----------- | ---- | ---- |
| Thủ tướng                                                                | Hun Manet         | 22 tháng 8 năm 2023 | Đương nhiệm |      | CPP  |
| Phó Thủ tướng Bộ trưởng Chủ nhiệm Văn phòng Hội đồng Bộ trưởng           | Vongsey Vissoth   | 22 tháng 8 năm 2023 | Đương nhiệm |      | CPP  |
| Phó Thủ tướng Bộ trưởng Bộ Kinh tế và Tài chính                          | Aun Pornmoniroth  | 22 tháng 8 năm 2023 | Đương nhiệm |      | CPP  |
| Phó Thủ tướng Bộ trưởng Bộ Nội vụ                                        | Sar Sokha         | 22 tháng 8 năm 2023 | Đương nhiệm |      | CPP  |
| Phó Thủ tướng Bộ trưởng Bộ Quốc phòng                                    | Tea Seiha         | 22 tháng 8 năm 2023 | Đương nhiệm |      | CPP  |
| Phó Thủ tướng Bộ trưởng Bộ Giáo dục, Thanh niên và Thể thao              | Hangchuon Naron   | 22 tháng 8 năm 2023 | Đương nhiệm |      | CPP  |
| Phó Thủ tướng Bộ trưởng Bộ Ngoại giao và Hợp tác quốc tế                 | Sok Chenda Sophea | 22 tháng 8 năm 2023 | Đương nhiệm |      | CPP  |
| Phó Thủ tướng Bộ trưởng Bộ Tư pháp                                       | Keut Rith         | 22 tháng 8 năm 2023 | Đương nhiệm |      | CPP  |
| Phó Thủ tướng Bộ trưởng Bộ Quản lý đất đai, Quy hoạch và Xây dựng đô thị | Say Sam Al        | 22 tháng 8 năm 2023 | Đương nhiệm |      | CPP  |
| Phó Thủ tướng                                                            | Sun Chanthol      | 22 tháng 8 năm 2023 | Đương nhiệm |      | CPP  |
| Phó Thủ tướng                                                            | Neth Savoeun      | 22 tháng 8 năm 2023 | Đương nhiệm |      | CPP  |
| Bộ trưởng Bộ Nông nghiệp, Lâm nghiệp và Thủy sản                         | Dith Tina         | 22 tháng 8 năm 2023 | Đương nhiệm |      | CPP  |
| Bộ trưởng Bộ Dịch vụ Công                                                | Hun Many          | 22 tháng 8 năm 2023 | Đương nhiệm |      | CPP  |
| Bộ trưởng Bộ Thương mại                                                  | Cham Nimol        | 22 tháng 8 năm 2023 | Đương nhiệm |      | CPP  |
| Bộ trưởng Bộ Lễ nghi và Tôn giáo                                         | Chay Borin        | 22 tháng 8 năm 2023 | Đương nhiệm |      | CPP  |
| Bộ trưởng Bộ Văn hóa và Mỹ thuật                                         | Phoeurng Sackona  | 22 tháng 8 năm 2023 | Đương nhiệm |      | CPP  |
| Bộ trưởng Bộ Môi trường                                                  | Eang Sophalleth   | 22 tháng 8 năm 2023 | Đương nhiệm |      | CPP  |
| Bộ trưởng Bộ Y tế                                                        | Chheang Ra        | 22 tháng 8 năm 2023 | Đương nhiệm |      | CPP  |
| Bộ trưởng Bộ Công nghiệp, Khoa học, Công nghệ và Đổi mới                 | Hem Vanndy        | 22 tháng 8 năm 2023 | Đương nhiệm |      | CPP  |
| Bộ trưởng Bộ Thông tin                                                   | Neth Pheaktra     | 22 tháng 8 năm 2023 | Đương nhiệm |      | CPP  |
| Bộ trưởng Bộ Lao động và Dạy nghề                                        | Heng Sour         | 22 tháng 8 năm 2023 | Đương nhiệm |      | CPP  |
| Bộ trưởng Bộ Mỏ và Năng lượng                                            | Keo Rattanak      | 22 tháng 8 năm 2023 | Đương nhiệm |      | CPP  |
| Bộ trưởng Bộ Thanh tra và Quan hệ Thượng viện-Quốc hội                   | Huot Hak          | 22 tháng 8 năm 2023 | Đương nhiệm |      | CPP  |
| Bộ trưởng Bộ Kế hoạch                                                    | Bin Trochhey      | 22 tháng 8 năm 2023 | Đương nhiệm |      | CPP  |
| Bộ trưởng Bộ Bưu chính Viễn thông                                        | Chea Vandeth      | 22 tháng 8 năm 2023 | Đương nhiệm |      | CPP  |
| Bộ trưởng Bộ Công trình Công cộng và Giao thông vận tải                  | Peng Pothinea     | 22 tháng 8 năm 2023 | Đương nhiệm |      | CPP  |
| Bộ trưởng Bộ Phát triển Nông thôn                                        | Chhay Rithysen    | 22 tháng 8 năm 2023 | Đương nhiệm |      | CPP  |
| Bộ trưởng Bộ Xã hội, Cựu chiến binh và Phục hồi Thanh niên               | Chea Somethy      | 22 tháng 8 năm 2023 | Đương nhiệm |      | CPP  |
| Bộ trưởng Bộ Du lịch                                                     | Sok Soken         | 22 tháng 8 năm 2023 | Đương nhiệm |      | CPP  |
| Bộ trưởng Bộ Tài nguyên Nước và Khí tượng                                | Thor Chetha       | 22 tháng 8 năm 2023 | Đương nhiệm |      | CPP  |
| Bộ trưởng Bộ Phụ nữ                                                      | Ing Kantha Phavi  | 22 tháng 8 năm 2023 | Đương nhiệm |      | CPP  |
| Quốc vụ khanh Hàng không Dân dụng                                        | Mao Havannall     | 22 tháng 8 năm 2023 | Đương nhiệm |      | CPP  |
| Quốc vụ khanh các vấn đề Biên giới                                       | Lam Chea          | 22 tháng 8 năm 2023 | Đương nhiệm |      | CPP  |